# 开元寺 (福州)
福州开元寺，也称芝山开元寺，位于福建省福州市鼓楼区，俗称铁佛寺。是福州现存最古老寺院，始建于梁太清三年，距今近1500年历史。是著名的药师佛道场。
始建于南朝梁太清三年（549年），称灵山寺，后改大云寺。唐改龙兴寺，开元26年称开元寺。后多次被毁。1657年重建，清康熙帝亲笔提写了匾额。近代，又在这里创办全国第一家规模较大的佛教医院。寺内现存一铁铸阿弥陀佛像，重约10万斤，高5.3米，宽4米，是福建省文物保护单位。
开元寺曾为皇家寺院、宗庙。历史上的范围，东起现井大路，西至现尚宾路，南达现三牧坊，北抵现龙山巷。日本真言宗祖师空海大师、日本天台宗祖师圆珍大师、印度密宗高僧般若怛罗大师于唐代入华修学于此。闽王王审知、王鏻父子极力护持之古刹。宋代刊刻佛教经典大工程《毗卢大藏经》全藏。

## 现存文物
- 寺额“开元寺”出自唐朝名书法家欧阳询之手；
- 五代后梁贞明四年所铸的千年特大型铁佛--阿弥陀佛，佛身高 5．96米、宽4米、重10万斤以上；
- 宋代七层石塔；
- 宋代石槽；
- 明式阁楼；
- 清代殿堂。

## 现有建筑规模
外山门、内山门、药师殿(灵源阁)、铁佛殿、毗卢藏经阁、观音阁、四面佛阁、明旸法师图书馆、宝松和尚纪念楼、提润和尚纪念楼、108罗汉堂、观音苑、禅悦斋、僧寮。办有佛教老年安养院，免费安置赡养贫困老人数十位。以秘方配制的佛教中草药救死扶伤。创办了社科类的福建省佛教文化研究所，该寺方丈为释本性法师。
1. ↑  . 福建省佛教协会. 2017-12-15  [2025-05-05]. （原始内容存档于2024-12-10）.